# Hogna radiata
Hogna radiata ou aranha-lobo-radiada , é uma espécie de aranhas-lobo presente no sul da Europa, Norte de África e Ásia Central. Pode atingir 8 cm de envergadura total.
É comum em Portugal, sendo os adultos encontrados no verão e outono e é uma aranha caçadora ou necrófaga, alimentando-se de pequenos insetos . Também apelidada de tarântula radiada, esta aranha não possui veneno perigoso para o ser humano . A sua coloração vai de castanho a cinzento.